# Rhinolophus lepidus
Rhinolophus lepidus är en fladdermusart som beskrevs av Edward Blyth 1844. Den ingår i släktet Rhinolophus och familjen hästskonäsor. IUCN kategoriserar arten globalt som livskraftig.

## Underarter
Catalogue of Life samt Wilson & Reeder (2005) skiljer mellan fem underarter:
- Rhinolophus lepidus lepidus Blyth, 1844
- Rhinolophus lepidus cuneatus K. Andersen, 1918
- Rhinolophus lepidus feae K. Andersen, 1907
- Rhinolophus lepidus monticola K. Andersen, 1905
- Rhinolophus lepidus refulgens K. Andersen, 1905

## Beskrivning
Som alla hästskonäsor har arten flera hudflikar kring näsan. Flikarna brukas för att rikta de överljudstoner som används för ekolokalisation. Till skillnad från andra fladdermöss som använder sig av överljudsnavigering produceras nämligen tonerna hos hästskonäsorna genom näsan, och inte som annars via munnen. Hos denna art är uppsättningen hudflikar ganska smal och täcker inte helt nosens bredd. Rhinolophus lepidus har två färgformer: En med mörkgrå päls, och en med rödbrun. Oavsett färgform är hårspetsarna ljusa. Även buksidan är ljus. Arten är liten, med en underarmslängd mellan 3,9 och 4,3 cm, svanslängd mellan 1,8 och 2,4 cm, huvudlängd mellan 1,6 och 1,7 cm, öron som är 1,7 till 1,9 cm långa, och en vikt mellan 4,5 och 8 g. Ekolokalisationslätet har en frekvens mellan 98 och 100 kHz.

## Utbredning
Arten förekommer med flera från varandra skilda populationer i södra Asien från Afghanistan och regionen Kashmir till Vietnam, Malackahalvön och Sumatra. Den största sammanhängande populationen hittas i Bangladesh, Indien och Myanmar.

## Ekologi
I södra delarna av utbredningsområdet utgörs habitatet främst av låglänt regnskog. I övriga delar lever arten företrädesvis i torra löv- och blandskogar. I bergstrakter kan Rhinolophus lepidus gå upp till 2 340 meter över havet. Individerna söker sovplatser i grottor, i övergivna gruvor och i byggnader som sällan används av människor. I tätbebyggda samhällen har arten anpassat sig att även söka sovplatser i tunnlar och kulvertar. Jakten på olika insekter sker vanligen nära marken.